# Instituto de Bellas Artes de Armenia
El Instituto de Bellas Artes, en sus inicios conocido como edificio de Rentas Departamentales de Caldas, es una las sedes de la Facultad de Ciencias Humanas y Bellas Artes de la Universidad del Quindío, ubicado en el centro histórico de Armenia, Colombia. Construido desde 1930, hace parte del patrimonio arquitectónico de la ciudad.

## Historia
Si bien, se terminó de construir en 1930, la edificación tuvo su inauguración en 1932 y ha sido objeto de varias remodelaciones. El edificio presenta el estilo Art déco y ha tenido diferentes usos. Fue sede de las rentas departamentales de Caldas, allí se instalaron los funcionarios que recaudaban los impuestos provenientes del tabaco y el aguardiente, también las demás contribuciones ciudadanas al municipio de Armenia. Fue la tercera sede de la alcaldía municipal de Armenia, antes conocida como Casa Consistorial ubicada en la plaza Bolívar.
La Universidad del Quindío fue creada en 1960 mediante un acuerdo del Concejo Municipal. Para iniciar sus actividades académicas, se eligió esta edificación como sede provisional, comenzando clases en 1962. En 1969, la universidad se trasladó a su actual campus en el norte de la ciudad, y el edificio fue entonces ocupado por el poder judicial del recién creado departamento del Quindío. Con la posterior construcción del Palacio de Justicia en su ubicación actual, sobre la carrera 12, este edificio patrimonial, ya en propiedad de la Universidad, fue destinado como sede permanente del Instituto de Bellas Artes.
En su primer nivel funciona una sala-museo con una muestra arqueológica de la cultura Quimbaya. Su segunda planta está adecuada para salones de clases, exposiciones, conferencias y conciertos.

## Galería

Vistas del Instituto de Bellas Artes
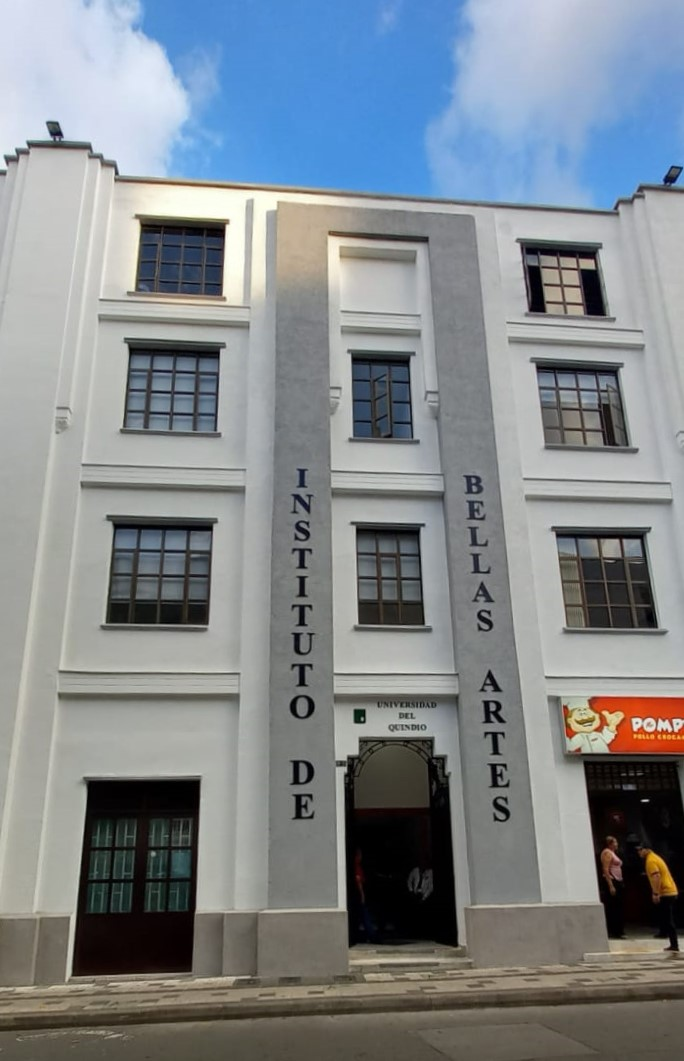
Fachada principal.
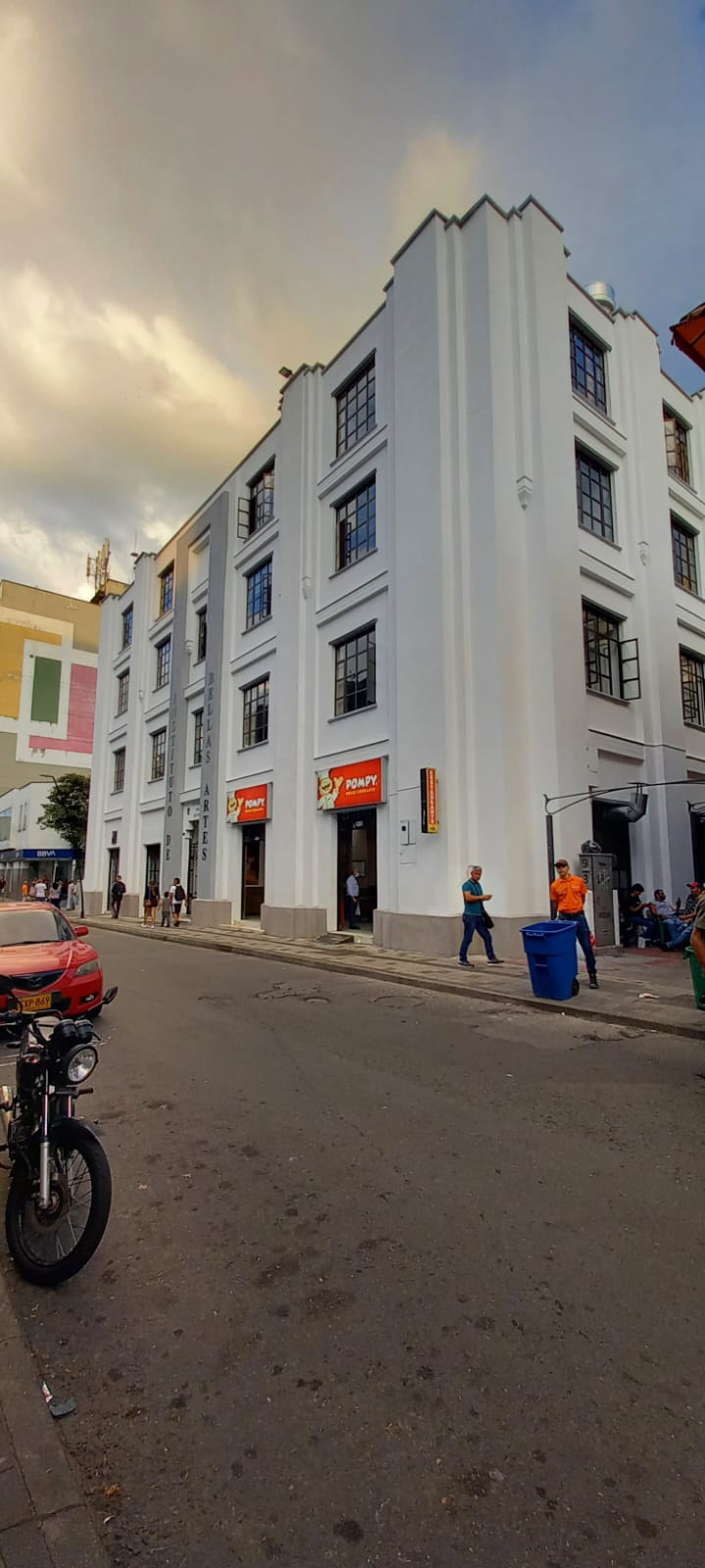
Costado sur.
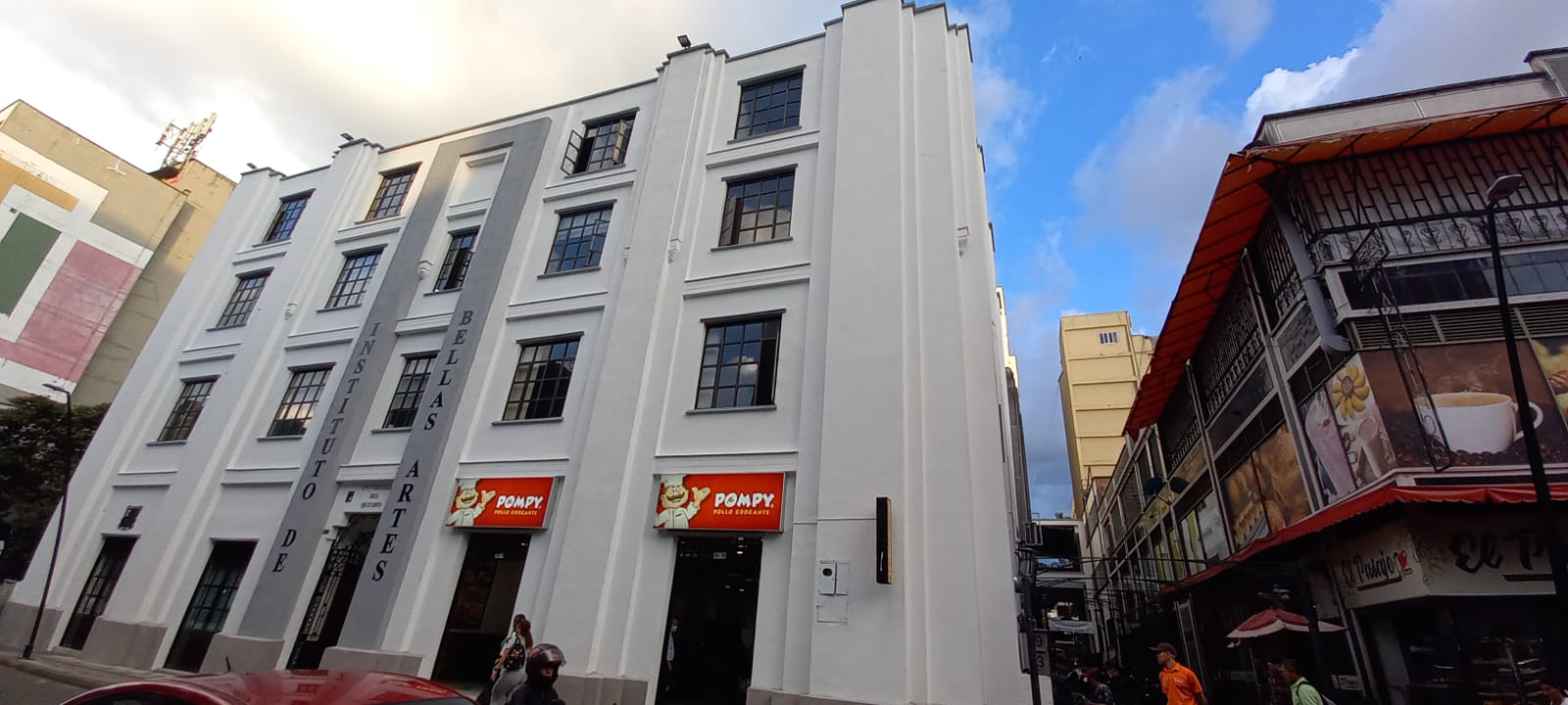
Vista del edificio junto al Pasaje Yanuba.